# Публий Корнелий Лентул (консул 27 г.)
Вижте пояснителната страница за други личности с името Публий Корнелий Лентул.
Публий Корнелий Лентул (на латински: Publius Cornelius Lentulus) e политик и сенатор на ранната Римска империя.
През 27 г. той е суфектконсул заедно с Гай Салустий Крисп Пасиен.